# Scherpvinluipaardhaai
De scherpvinluipaardhaai (Triakis acutipinna) is een haai uit de familie van de gladde haaien.

## Natuurlijke omgeving
De scherpvinluipaardhaai is tot nu toe slechts twee keer waargenomen, beide voor de kust van Ecuador in 1968.
Scherpvinluipaardhaai (Triakis acutipinna) · Gespikkelde luipaardhaai (Triakis maculata) · Gevlekte luipaardhaai (Triakis megalopterus) · Bandluipaardhaai (Triakis scyllium) · Luipaardhaai (Triakis semifasciata )